# Erc z Dalriady
Erc – władca Irlandzkiej części Dalriady do 474r. n.e. Ojciec Fergusa Mor i Loarna mac Eirc. Erc jest protoplastą królewskiej linii Dalriady oraz Szkocji.
Kroniki Czterech Mistrzów podają że, Erc mógł być tożsamy z Muiredach mac Eógain i należeć do klanu Uí Néill. 